# 王賁
王賁（？—？），頻陽東鄉（今陝西省富平縣東北）人，秦代將領，通武侯，為名將王翦之子。在秦灭六国战争中，先后灭亡魏、燕、代、齊。

## 生平
秦王政二十一年（前226年），王賁攻楚国。
秦王政二十二年（前225年），王賁攻魏，引黃河、大溝水灌魏都大梁（開封），大梁城壞，盡取其地，魏王假降，魏滅亡。
秦王政二十五年（前223年），王賁攻遼東，虜燕王喜，燕國滅亡，之後轉為攻打代國並俘虜了代王嘉。
秦王政二十六年（前221年），王賁攻齊，一路勢如破竹，直抵齐都临淄，齊王建降，齊滅亡，史稱秦滅齊之戰。至此秦國一統六國，王賁功封通武侯。曾随秦始皇东巡琅邪。

## 家庭
- 父：王翦
- 子：王離